# Bachia scaea
Bachia scaea (мадейрська бахія) — вид ящірок родини гімнофтальмових (Gymnophthalmidae). Ендемік Бразилії. Описаний у 2013 році.

## Поширення і екологія
Мадейрські бахії мешкають на лівому березі річки Мадейра поблизу міста Порту-Велью в штаті Рондонія. Вони живуть в тропічних лісах Амазонії, серед опалого листя. Зустрічаються на висоті від 90 до 400 м над рівнем моря.